# Otto Bovensiepen

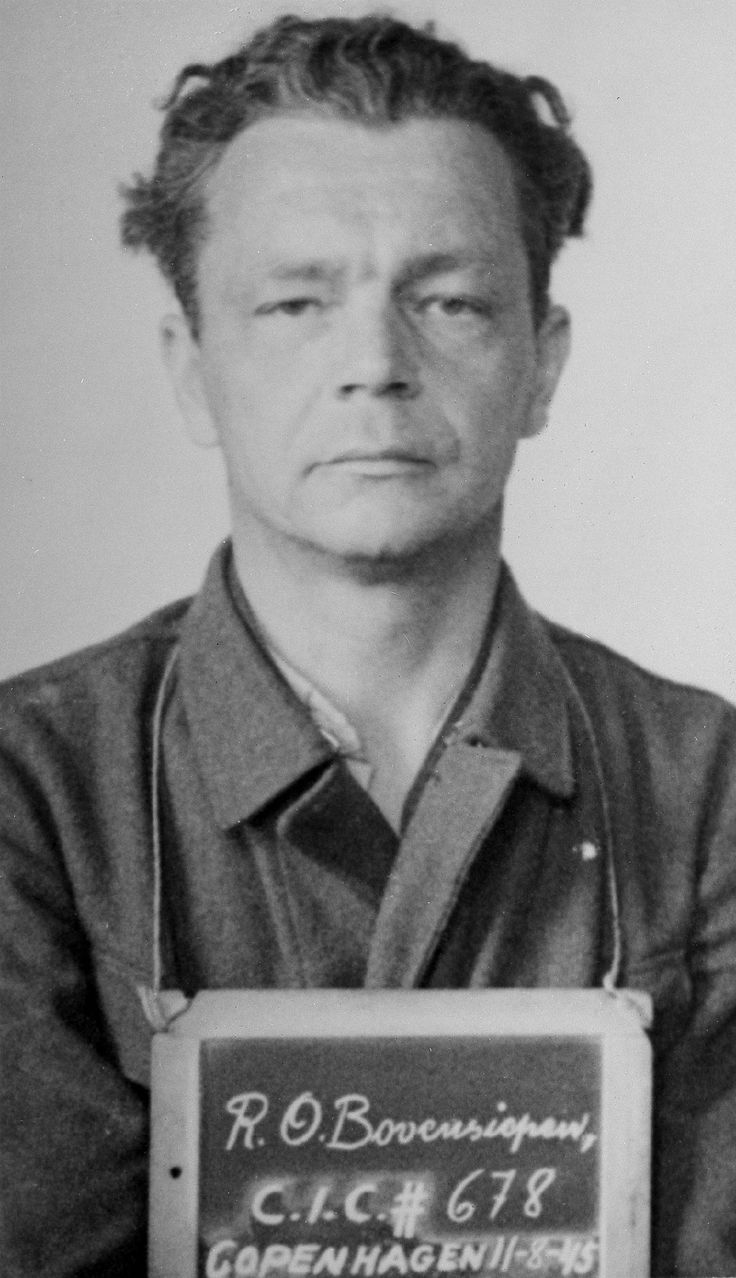
Aufnahme von Bovensiepen in alliiertem Gewahrsam am 11. August 1945 in Kopenhagen.

Richard Otto Bovensiepen (* 8. Juli 1905 in Duisburg; † 18. Februar 1979 in Zusmarshausen) war ein deutscher Jurist in Magdeburg, Recklinghausen, Dortmund, Bielefeld, Köslin und Halle, Leiter der Staatspolizeistellen und der Staatspolizeileitstelle Berlin sowie bis Kriegsende 1945 Befehlshaber der Sicherheitspolizei und des Sicherheitsdienstes in Dänemark, SS-Standartenführer.

## Leben
Nach dem Abitur im Jahr 1925 studierte Bovensiepen Rechtswissenschaft in Bonn. Während seines Studiums wurde er 1925 Mitglied der Bonner Burschenschaft Frankonia, aus der er 1934 wieder austrat. Hier trat er auch als Student zum 3. Mai 1926 der NSDAP bei (Mitgliedsnummer 35.782). Er legte am 22. Oktober 1929 die Erste und am 15. Juli 1933 die Zweite juristische Staatsprüfung ab. Nach informatorischer Beschäftigung als Gerichtsassessor beim Amtsgericht Duisburg sowie als juristischer Hilfsarbeiter im Finanz- und Steuerdezernat der Stadtverwaltung Duisburg-Hamborn trat Bovensiepen am 15. November 1933 in die Dienste der Geheimen Staatspolizei, zunächst bei der Staatspolizeileitstelle Düsseldorf. Fast zeitgleich – am 6. November 1933 – trat Bovensiepen in die SA ein. Am 24. Juni 1934 beauftragte ihn das Geheime Staatspolizeiamt mit der kommissarischen Leitung der Staatspolizeileitstelle Magdeburg, die Bovensiepen am 1. August 1934 endgültig übernahm.
Bereits zum 5. Februar 1935 versetzte ihn das Geheime Staatspolizeiamt als Leiter zur Staatspolizeistelle Recklinghausen. Nach Leitung der Staatspolizeistellen Dortmund, Bielefeld und Köslin kehrte Bovensiepen – SS-Eintritt 1. November 1936 – in die Provinz Sachsen zurück, wo er vom 1. Oktober 1937 bis 17. März 1941 die Staatspolizeistelle Halle (Saale) führte. Am 11. März 1938, kurz vor dem Anschluss Österreichs, beauftragte das Geheime Staatspolizeiamt den SS-Untersturmführer mit dem Aufbau der neuen Staatspolizeistelle Eisenstadt in Österreich. Dort verblieb er bis August 1938 und kehrte anschließend nach Halle an der Saale zurück.
Seit 18. März 1941 stand Bovensiepen der größten Gestapostelle im „Altreich“ vor, der Staatspolizeileitstelle Berlin. Bovensiepen, am 15. Februar 1941 zum SS-Sturmbannführer ernannt, wurde bereits am 20. April 1941 zum SS-Obersturmbannführer befördert (SS-Nummer 280.071). Zudem bestellte ihn das Reichssicherheitshauptamt (RSHA) im Dezember 1941 zum stellvertretenden Inspekteur der Sicherheitspolizei und des SD in Berlin. Am 30. April 1943 infolge einer Korruptionsaffäre zum RSHA (Amt III) versetzt, dauerte der Karriereknick nur kurz – Ernst Kaltenbrunner setzte Bovensiepen am 30. April 1943 kommissarisch, am 2. Oktober 1943 endgültig als Inspekteur der Sicherheitspolizei und des SD für den Wehrkreis IX in Kassel ein.
Im Januar 1944 übernahm Bovensiepen, inzwischen mit Wirkung vom 9. November 1943 sowohl Oberst der Polizei als auch SS-Standartenführer, die Leitung der Sicherheitspolizei und des Sicherheitsdienstes in Dänemark. Die dänische Widerstandsbewegung bekämpfte er mit sogenanntem „Gegenterror“, der in „Ausgleichsmorden“ kulminierte. Kurz nach seinem Eintreffen ordnete er die Sprengung des Gebäudes der dänischen Studentenvereinigung in Kopenhagen am Vestre Boulevard an. Die Ausführung erfolgte am 10. Januar 1944 um 19.37 Uhr. Kurz darauf holte er den Spezialisten für Kommandounternehmen Alfred Naujocks als Berater für das weitere Vorgehen nach Kopenhagen. Für den 17. Januar 1944 befahl er die Sprengung der Speiseeisfabrik in Hellerup. Jedoch der blutigste Monat seiner Amtszeit war der April 1945 mit über 100 gezielten Liquidationen. Kurz vor Inkrafttreten der Kapitulationsvereinbarungen wies er als „Befehlshaber  der Sicherheitspolizei und des Sicherheitsdienstes“ am Abend des 4. Mai 1945 alle nachgeordneten Dienststellen an, sich den örtlichen Wehrmachtseinheiten anzuschließen. Dann tauchte er selbst unter.
Bei Kriegsende im Mai 1945 in Gefangenschaft geraten, verurteilte das Kopenhagener Amtsgericht Bovensiepen im September 1948 beim Großen Kriegsverbrecherprozess zum Tode. Das Urteil wurde im März 1950 in lebenslange Haft umgewandelt. Bovensiepen kam am 1. Dezember 1953 frei und wurde aus Dänemark ausgewiesen. Er arbeitete anschließend als Geschäftsführer eines Versicherungsunternehmens in Mülheim an der Ruhr.
Ab 1963 ermittelte die Staatsanwaltschaft Berlin gegen Bovensiepen. Ermittlungsgegenstand waren die Deportationen der über 50.000 Juden der damaligen Reichshauptstadt in die Ghettos im besetzten Osteuropa, nach Theresienstadt und in die Vernichtungslager während Bovensiepens Amtszeit als Gestapochef in Berlin. Erst im Dezember 1969 begann die Hauptverhandlung gegen Bovensiepen vor dem Landgericht Berlin. Nach einem Herzinfarkt stellte die Justiz auf Grund eines Gutachtens das Verfahren gegen Bovensiepen am 15. September 1970 vorläufig, am 19. November 1971 schließlich wegen dauernder Verhandlungsunfähigkeit ganz ein.

## Filme, Filmbeiträge
- Gerolf Karwath: Hitlers Eliten nach 1945. Teil 4: Juristen – Freispruch in eigener Sache. Regie: Holger Hillesheim. Südwestrundfunk (SWR, 2002).